# Bahâdur Ier
Ahmed Shah Bahadur, né le 23 décembre 1725 et mort le 1er janvier 1775, est le fils de Muhammad Shâh et d'Udham Bai, la Begum Qudsia. À l'âge de 23 ans, il prend la succession de son père sur le trône en tant que 15e empereur moghol en 1748.
Personnalité sans relief, n'ayant reçu ni éducation formelle ni formation militaire et vivant sous la protection jalouse de sa mère la Begum Qudsia, Ahmed Shah hérite de plus d'un empire affaibli et sur le déclin, notamment depuis le règne de son père qui avait été marqué par le sac de la capitale moghole Delhi et les pillages dans le nord de l'Inde lors de l'invasion de Nadir Shah). Il règne six années sans succès avant d'être aveuglé puis emprisonné au fort de Salimgarh, où il meurt en 1775.
Son fils Bidar Baksh le Second est porté au pouvoir par Ghulam Qadir, de façon temporaire en 1788.